# بنزتونیوم کلراید
بنزتونیوم کلراید که با نام تجاری hyamine شناخته می‌شود، یک نمک مصنوعی کاتیون آمونیوم نوع چهارم است. این ترکیب یک جامد سفید بی بوست که در آب حل می‌شود و خاصیت سورفاکتانت و ضد عفونی دارد. در لوازم بهداشتی و آرایشی کاربرد دارد. بنزتونیوم کلراید خاصیت ضد عفونی و میکروب کشی دارد. در غلظت‌های بیش از ۵ درصد می‌تواند باعث تحریک پوست شود.
هایامین یک سورفکتانت کاتیونی است. هم بصورت جامد و هم محلول آماده در بازار موجود است. از محلول هایامین با نرمالیته ۰٫۰۰۴ درصد به عنوان تیترانت جهت آنالیز اکتیواسیون پودر شوینده استفاده می‌شود.